# Luplau Janssen
Ludvig Luplau Janssen ([født 15. juni 1869 på Sørbymagle Præstegård, død 16. juni 1927 i København) var en dansk kunstmaler.
Han var søn af sognepræst Carl Emil Janssen (1813-1884) og Louise Sofie Frederikke f. Luplau (1827-1895). Han kom i malerlære i København, senere i Helsingør, blev svend i 1889 og fik sin første udstilling i 1890.
Forden malergerningen, havde han en fritidsinteresse som amatørastronom. Sønnen Carl Luplau Janssen var ligeledes maler, men var tillige fagastronom. Han overtog Urania-observatoriet på Frederiksberg.
I 1893 giftede Janssen sig med med Marie Borup (født 1870), datter af sognepræst Julius Theodor Borup (født 1814) og Marie født Trier (født 1827). Efter dette ægteskabs opløsning blev han i 1910 gift med maleren Ingeborg Madsen.
Han er begravet på Bispebjerg Kirkegård.